# Fußball in Mexiko-Stadt
Wie in vielen anderen Städten der Welt, wurde der Fußball in Mexiko-Stadt durch hier lebende Engländer eingeführt. Heute gehören die drei in der mexikanischen Hauptstadt beheimateten Vereine, die in der Primera División spielen (América, Cruz Azul und die UNAM Pumas), zu den vier populärsten Clubs des Landes. Jeder von ihnen hat seine eigene Heimspielstätte. Bisher gab es 23 WM-Spiele in Mexiko-Stadt, mehr als in jeder anderen Stadt und davon 19 im Aztekenstadion und damit mehr als in jedem anderen Stadion.

## Die Vereine
Als 1902/03 im Rahmen der Primera Fuerza erstmals eine landesweite Meisterschaft ausgetragen wurde, war diese eine rein britische Angelegenheit. Von den fünf teilnehmenden Mannschaften kamen drei aus Mexiko-Stadt. Diese traten unter den Namen der englischen Vereine Mexico Cricket Club, British Club und Reforma Athletic Club an. Die Fußballer des MCC waren 1904 die ersten, die den Meistertitel in die Hauptstadt holten, während der Reforma AC die mit Abstand beste Fußballmannschaft des Landes vor dem Ersten Weltkrieg stellte. Der Club gewann zwischen 1906 und 1912 sechs von sieben möglichen Meisterschaften. Ihre unangefochtene Vormachtstellung konnte lediglich einmal vom British Club durchbrochen werden, der die Meisterschaft im Jahre 1908 gewann.
Anfang 1912 entwickelte ein Teil der Spanisch sprechenden Bevölkerung den Ehrgeiz, ebenfalls um die mexikanische Landesmeisterschaft mitwirken zu wollen. Dieses Vorhaben mündete bei der spanischen Kolonie in der Gründung des Club España und bei der einheimischen Bevölkerung in der Gründung des Club de Fútbol México. Gleichzeitig zogen die englischen Vereine ihre Fußballmannschaften innerhalb von wenigen Jahren komplett aus dem Spielbetrieb der Liga zurück, weil sie den gewaltigen Aderlass nicht kompensieren konnten, der sich aus der Einberufung der hier lebenden jungen Engländer in die britische Armee ergab, die statt in Mexiko Fußball spielen zu dürfen, nun im Ersten Weltkrieg kämpfen mussten.
Von nun an wurde die mexikanische Fußballmeisterschaft nahezu komplett von mexikanischen und spanischen Clubs dominiert. Einzige nennenswerte Ausnahme war die 1915 von deutschen Einwanderern gegründete Mannschaft des FV Germania, die zwischen 1915/16 und 1932/33 zum festen Bestandteil der höchsten mexikanischen Spielklasse gehörte.
Der CF Mexico war der erste Verein, der – ungeachtet der Tatsache, dass er zunächst einige englische Spieler in seinen Reihen hatte – vorgab, die Einheimischen zu vertreten und der in seiner ersten Saison (1912/13) auf Anhieb Meister wurde. Doch konnte der Verein diesen Erfolg nicht wiederholen und fiel zunehmend in die sportliche Bedeutungslosigkeit zurück. Weil außerdem inzwischen weitere einheimische Teams gegründet worden waren – wie zum Beispiel der Club América, der 1917/18 die erste nur aus Mexikanern bestehende Mannschaft ins Rennen schickte und die Meisterschaft zwischen 1925 und 1928 viermal in Serie gewann, aber auch der CF Atlante und der Club Necaxa, die beide in den 1930er Jahren zu Meisterehren kamen –, konnte der sportlich zurückgefallene und im Volk weniger verwurzelte CF México mit seiner elitären Herkunft kaum noch Zuschauer mobilisieren. Daher zog er seine Mannschaft zum Saisonende 1933/34 vom Spielbetrieb zurück.
Die dominierende Mannschaft zwischen den beiden Weltkriegen stellte zweifelsohne der Club España, der die Meisterschaft allein neunmal zwischen 1914 und 1924 – und damit praktisch im Alleingang – gewann. Insgesamt kam España 15 Mal zu Meisterehren, bevor man sich 1950 aus der ersten Liga zurückzog. Ein weiterer erfolgreicher spanischer Klub war der CF Asturias, der insgesamt dreimal zu Meisterehren kam.
In den 1920er und 1930er sowie den frühen 1940er Jahren gab es im Prinzip die folgende Unterteilung zwischen den Vereinen und ihren jeweiligen Anhängerschaften: die spanischen Clubs (Asturias und España) galten als Repräsentanten der Oberschicht, der vorwiegend von der Mittelschicht getragene Club América als schichtenübergreifender Verein, während Atlante und Necaxa als die klassischen Volksvereine mit Tendenz zum Kleinbürgertum galten. Das in den Elektrizitäts- und Straßenverkehrsbetrieben verwurzelte Necaxa war offiziell eine Mannschaft, in der sowohl Arbeiter als auch Angestellte spielten. So verstand der Verein es bereits in den späten 1920er Jahren, fußballerische Talente anzulocken, die mit gesicherten Arbeitsverträgen bei der Gesellschaft Luz y Fuerza belohnt wurden, während der Fußball in Mexiko an sich zu jener Zeit offiziell noch ein Amateursport war. Das Erscheinen von Atlante in der Hauptstadtliga zog ein neues Publikum in die Stadien. Nun waren die Tribünen gefüllt mit Männern, die Arbeitsanzüge, Sandalen und Palmhüte trugen. Es war das einfache Volk. Los Proprietos (die Dunkelhäutigen), wie der Chronist Don Facundo sie nannte, formten einen echten Fußballclan, der sich aus der staubigen Ebene der Hauptstadt formte. Atlante hatte sicher die emotionalsten Fans, während die in jenen Jahren nur aus mexikanischen Spielern bestehende Elf von Necaxa aufgrund ihrer Erfolge in den 1930er Jahren – man gewann zwischen 1933 und 1938 vier Meistertitel und bildete außerdem die Reihen der mexikanischen Nationalmannschaft, die 1935 die Zentralamerikanische Meisterschaft in El Salvador gewann – América in der Gunst als populärster Verein der Stadtbevölkerung abzulösen verstand.
Der Rückschlag für die Rayados (die Gestreiften) kam mit Einführung der Profiliga in der Saison 1943/44. Weil Necaxa in den frühen Jahren nicht am Spielbetrieb der Profiliga teilnahm, verpasste man den Anschluss und verlor einen guten Teil seiner ursprünglichen Fanbasis. Weil außerdem América in den 1940er Jahren fast ausnahmslos im unteren Bereich der Tabelle zu finden war, entwickelte sich der Club Atlante, der in dieser Dekade zweimal Meister und dreimal Vizemeister wurde, zum neuen Volksverein der Hauptstädter.
Zwar nahm Necaxa ab 1950 wieder am Spielbetrieb der ersten Liga teil, doch blieb seine geschröpfte Fanbasis von nun an überschaubar. Mit dem Erwerb des Vereins durch spanische Geschäftsleute im Jahr 1971 und der damit verbundenen Umbenennung in Atlético Español war die Attraktivität von Necaxa endgültig dahin. Da nutzten auch die Rückbenennung 1982 sowie drei überraschende Meistertitel in den 1990er Jahren nichts mehr. Denn seither hatte Necaxa nur noch ein verschwindend geringes Zuschauerpotential.

Ticket eines Derbys zwischen Cruz Azul und UNAM vom 22. Dezember 1989

Aber auch mit Atlante ging es spätestens in den 1960er Jahren durch Managementfehler und andere Versäumnisse permanent bergab. Die Fanbasis von Atlante schrumpfte zusehends und außerdem entwickelten sich die neuen Vereine – das aus dem Bundesstaat Hidalgo in die Hauptstadt verpflanzte Cruz Azul und der Universitätsklub UNAM Pumas – zu neuen Publikumsmagneten, so dass dem ruhmreichen Club Atlante kein Zulauf mehr beschieden war.
Diese für Necaxa und Atlante unbefriedigende Situation führte schließlich zum Umzug der beiden Vereine nach Aguascalientes bzw. Cancún. Die seit Jahrzehnten bedeutendsten Vereine der Stadt sind die folgenden drei: Der in der Publikumsgunst der Hauptstädter inzwischen wieder an erster Stelle liegende Club América, der von seinen Feinden als „Bonzenklub“ wahrgenommen wird. Sodann der in der Popularitätsskala der Hauptstädter an zweiter Stelle rangierende Universitätsverein UNAM Pumas, der nicht nur über die stimmgewaltigsten, sondern auch am meisten gefürchteten Fans der Metropole verfügt. Außerdem der an dritter Stelle der Zuschauergunst stehende ursprüngliche Arbeiterverein Cruz Azul, dessen traditionelle Fanbasis als politisch links einzustufen ist.

## Die Spielorte

Auf dem Gelände des RAC wurden die ersten Fußballspiele in Mexiko-Stadt ausgetragen.

In den frühen Jahren wurden die Meisterschaftsspiele der Primera Fuerza vorwiegend auf dem Gelände des Reforma Athletic Club ausgetragen, das sich damals noch im Bosque de Chapultepec befand; exakt an jenem Ort, an dem sich heute die Heimat des Sport- und Gesellschaftsvereins Deportivo Chapultepec befindet. Diese Spielstätte war ein reiner Fußballplatz, der weder über eine Tribüne noch irgendwelche Stufen verfügte, so dass das Publikum zu dieser Zeit noch rings um das Spielfeld versammelt war. Während der Spiele tranken viele der – vorwiegend oder sogar ausnahmslos englischen – Zuschauer Tee oder Whisky. Später fungierte der Club España als Gastgeber. Er erwarb 1915 ein Gelände am exklusiven Paseo de la Reforma in unmittelbarer Nähe des Unabhängigkeitsdenkmals – nur etwa einen Kilometer von der damaligen Heimat des Reforma AC entfernt. 1917 wurden auf diesem Gelände die ersten Tribünen errichtet. Durch den wirtschaftlichen Erfolg wurde der Vorstand animiert, ein größeres Stadion an der Calzada de la Verónica zu errichten, das am 2. Mai 1926 eingeweiht wurde und 8.000 Zuschauern Platz bot. Am 14. September 1930 weihte Necaxa seinen Parque Necaxa ein, der sogar 15.000 Zuschauer aufnehmen konnte. Eine ebenfalls neu errichtete Straßenbahnlinie fuhr direkt bis zum Eingang.
Der große Streit, der zum Aussetzen der Meisterschaftssaison 1931 geführt hatte, entzündete sich ebenfalls an der Stadionfrage. Im Dezember 1930 verließen die Vereine España, América und Necaxa die Federación Mexicana, weil ihnen ein Plan zu Ohren gekommen war, wonach die Clubs Asturias, Germania, Marte und México die Errichtung eines großen Zentralstadions anstrebten, das dem Verband gehören sollte und fortan Spielort für sämtliche offiziellen Turniere werden sollte. España und Necaxa, die beide über eigene Stadien verfügten, sahen dadurch ihre Interessen bedroht, insbesondere in finanzieller Hinsicht.
Das erste Stadion, das mehr als 20.000 Besucher aufnehmen konnte, war der 1936 vom Club Asturias errichtete Parque Asturias an der Calzada del Chabacano. Allerdings war dieser Sportstätte nur ein kurzes Dasein beschieden. Wie alle anderen bis zu diesem Zeitpunkt bestehenden Stadien in Mexiko-Stadt verfügte auch dieses über Holztribünen. Das Unglück geschah am 29. März 1939 während eines Derbys zwischen dem CF Asturias und dem zu jener Zeit wohl populärsten Team von Mexiko, Necaxa. Drei üble Fouls von Asturias-Spielern gegenüber den Necaxistas ließen die Emotionen schnell hoch kochen. Dennoch gelang es Necaxa, sich eine 2:1-Führung herauszuarbeiten. Doch der Schiedsrichter meinte es nicht gut mit den rot-weiß Gestreiften und sprach Asturias einen Elfmeter zu, der zumindest umstritten war, von den Necaxistas aber als total ungerechtfertigt angesehen wurde. Diese (Fehl-)Entscheidung brachte das Gästepublikum derart in Rage, dass auf deren Tribüne ein Feuer entzündet wurde, das sich schnell auszubreiten begann. Obwohl die Feuerwehr recht schnell am Ort des Geschehens eintraf, konnte sie nichts mehr bewirken. Nach einer Stunde lag das komplette Stadion in Schutt und Asche. Dies war das Ende der Ära der Holzstadien.
In den 1940er Jahren wurde das Estadio Ciudad de los Deportes errichtet, das für rund 40.000 Zuschauer konzipiert und im Januar 1947 eingeweiht worden war. Zu jener Zeit war das Stadion, das heute als Heimspielstätte des CD Cruz Azul dient und den Namen Estadio Azul trägt, das größte Stadion in der Hauptstadt. In dieser Eigenschaft wurde es mit Eröffnung des Estadio Ciudad Universitaria in den 1950er Jahren abgelöst. Dieses Stadion war Austragungsort der Olympischen Sommerspiele von 1968 und es dient den UNAM Pumas als Heimspielstätte. In der zweiten Hälfte der 1960er Jahre schließlich entstand – rechtzeitig zur Bewerbung Mexikos für die Ausrichtung der Fußball-WM 1970 – das Aztekenstadion, das seither der wichtigste Fußballtempel des Landes ist. Er dient dem Club América als Heimspielstätte.